# Tilapia dageti
Tilapia dageti is een straalvinnige vissensoort uit de familie van de cichliden (Cichlidae). De wetenschappelijke naam van de soort is voor het eerst geldig gepubliceerd in 1971 door Dirk Thys van den Audenaerde.